# Маріус Мюллер
Маріус Мюллер (нім. Marius Müller, нар. 12 липня 1993, Геппенгайм) — німецький футболіст, воротар клубу «Шальке 04».

## Клубна кар'єра
Народився 27 вересня 1991 року в місті Лаатцен. Свою футбольну кар'єру почав в дитячій футбольній школі TV 1883 Lampertheim, а у 2003 році перейшов у молодіжну академію «Кайзерслаутерна» і вступав за юнацькі команди, а з 2012 року став грати за дублюючу команду у Регіоналлізі.
11 травня 2014 року дебютував за першу команду у матчі 34-туру Другої Бундесліги проти «Фортуни» (Дюссельдорф). Втім основним воротарем став лише в сезоні 2015/16, після того як команду покинув Тобіас Зіппель.
У червні 2016 року за 1,7 мільйонів євро перейшов у клуб Бундесліги «РБ Лейпциг», підписавши трирічний контракт. Втім у новій команді став лише третім воротарем після Петера Гулачі та Фабіо Колторті, тому виступав виключно за дублюючу команду, а в липні 2017 року був відданий в оренду назад у «Кайзерслаутерна», де зіграв 32 матчі у Другій Бундеслізі.

## Виступи за збірну
Протягом 2013—2014 років залучався до складу молодіжної збірної Німеччини, зігравши у трьох офіційних матчах.

## Титули і досягнення
- Володар Кубка Швейцарії (1):

«Люцерн»: 2020-21